# Pelidnota prolixa
Pelidnota prolixa är en skalbaggsart som beskrevs av Sharp 1877. Pelidnota prolixa ingår i släktet Pelidnota och familjen Rutelidae. Inga underarter finns listade i Catalogue of Life.